# Byron Saxton
Byron Saxton (* 20. August 1981 in Burke, Virginia als Bryan Jesús Kelly) ist ein Wrestling-Kommentator, Ringsprecher und ehemaliger Wrestler. Er ist derzeit Color Commentator bei WWE Raw.

## Leben

### Jugend und Anfänge
Bryan Jesús Kelly wuchs in Burke, Virginia und Orlando, Florida auf. Nach der High School studierte er an der University of Florida Journalismus und Fernsehproduktion. Während seiner Studienzeit moderierte und produzierte er für WRUF-AM, WUFT-FM und WUFT-TV. Seinen Abschluss machte er 2003. Anschließend arbeitete er als Nachrichtensprecher für WJXT-4 in Jacksonville.

### Anfänge als Wrestler und Kommentator
Kelly unterschrieb 2007 einen Entwicklungsvertrag bei WWE und wurde in der Entwicklungsliga Florida Championship Wrestling trainiert. Sein Debütmatch hatte er am 13. Oktober 2007 gegen Hade Vansen. Er trat als Einzel- und als Tag-Team-Wrestler an. Am 30. September 2008 trat er erstmals unter seinem heutigen Künstlernamen Byron Saxton an.
Neben seiner Arbeit als Wrestler begann er 2009 bei FCW auch als Kommentator zu arbeiten, zunächst mit Dusty Rhodes, dann mit Abraham Washington. Als Jim Ross im Oktober 2009 eine Gesichtslähmung erlitt, wechselte Moderator Matt Striker von ECW zu WWE SmackDown, um die Lücken zu schließen. So kam Byron Saxton zu ECW, wo er mit Josh Mathews arbeitete. Als ECW durch WWE NXT ersetzt wurde, kehrte er im März 2010 zur FCW zurück.
2010 trat Saxton als Kandidat in der vierten Staffel von WWE NXT an. Er wurde zunächst von Chris Masters und anschließend von Dolph Ziggler als „Pro“ trainiert und in der 10. Woche eliminiert.
2011 kehrte er für NXT Redemption zurück. Sein Mentor wurde Yoshi Tatsu. Am 31. Mai wurde er aus der Show herausgewählt. Er kehrte anschließend zur FCW zurück und wrestlete dort bis August 2012.

### Kommentator und Ringsprecher
Am 17. Mai 2012 hatte Saxton sein Debüt als Play-by-Play-Kommentator bei dem runderneuerten WWE NXT, das nun als wöchentliche Show lief. Er trat auch als Ringsprecher auf und wirkte im Kreativteam mit.
Am 27. Januar 2014 trat er erstmals bei WWE Raw auf. Am 30. Januar folgte eine Moderation von WWE Superstars und am 10. Februar 2014 wurde er von Michael Cole als Teil des Raw-Moderatoren-Teams vorgestellt. Er blieb weiterhin auch bei NXT aktiv, wo er als Heel moderierte, während er beim Hauptroster als neutral galt. 2015 wechselte er zu WWE Smackdown.
Am 30. Mai 2015, nach der Show WrestleMania 31 übernahm Cole für Michael Cole, JBL und Booker T zusammen mit Jerry Lawler WWE Raw. Ab dem 8. Juni kehrte er als regelmäßiger Moderator zurück, da er Booker T ersetzen musste, der als Coach bei der sechsten Staffel von WWE Tough Enough auftrat. Im Juli trat Saxton selbst bei WWE Tough ENough als Host auf, während er weiter bei WWE Raw moderierte. Als die Staffel von Tough Enough beendet war, durfte er bei Raw bleiben, da Booker T zu Smackdown wechselte. Im Dezember 2015 beendete er seine Tätigkeit bei WWE NXT und kam zu Smackdown. Bis Juli 2016 moderierte er beide Shows, wechselte dann aber beim 2016er WWE Draft exklusiv zu Raw, wo er als Babyface-Moderator gegen Corey Graves, JBL und Kevin Owens moderierte. Bereits im April wechselte er erneut zu Smackdown als eine Art Tausch mit David Otunga.
2020 kehrte er zu Raw zurück, wo er mit Tom Philips und Jerry Lawler moderierte. Hinzu kam ab dem 15. Mai die Moderation von WWE 205 Live. Am 4. November 2021 durfte er seinen Moderationskollegen Corey Graves pinnen, um den WWE 24/7 Championship zu erringen, den er Sekunden später an Drake Maverick verlor.

## Titel
- Southern Championship Wrestling
  - SCW Florida Tag Team Championship (1×) –mit Chris Nelson
- Pro Wrestling Illustrated
  - Platz 223 der besten 500 Single-Wrestler bei den PWI 500 2011[11]
- United States Championship Wrestling
  - USCW Heavyweight Championship (1×)
- WWE
  - WWE 24/7 Championship (1×)